# Ossolin (województwo mazowieckie)
Ossolin – wieś w Polsce położona w województwie mazowieckim, w powiecie węgrowskim, w gminie Liw. Ma status sołectwa.
Wierni Kościoła rzymskokatolickiego należą do parafii Podwyższenia Krzyża Świętego w Wyszkowie.
Wieś założono w XVIII wieku. Była ona folwarkiem majątku Wyszków należącego do rodziny Ossolińskich. 
W latach 1975–1998 miejscowość położona była w województwie siedleckim.